# Blossia scapicornis
Blossia scapicornis är en spindeldjursart som först beskrevs av Lawrence 1972.  Blossia scapicornis ingår i släktet Blossia och familjen Daesiidae. Inga underarter finns listade.